# Колката

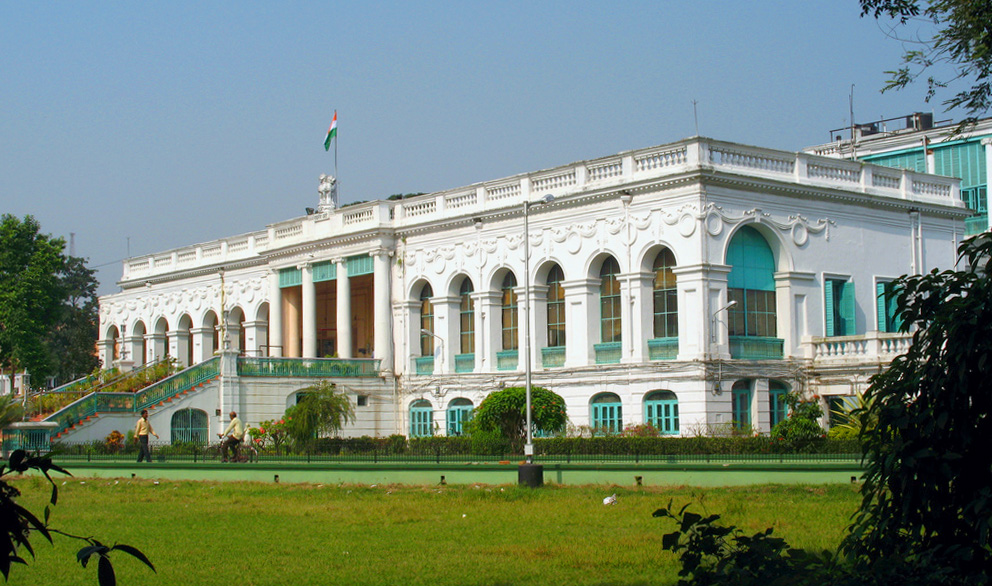
Національна бібліотека Індії

Колката (англ. Kolkataⓘ, раніше Кальку́тта — Calcuttaⓘ, бенг. কলকাতা МФА: ['kolkat̪a]) — столиця індійського штату Західна Бенгалія. Місто розташоване у Східній Індії на східному березі річки Хуґлі. Населення міста становить майже 4,5 млн, населення його агломерації — більш ніж 14 млн, що робить агломерацію третьою за населенням, а місто — четвертим за населенням в Індії.

## Географія
Колката розташована в східній частині Індії, у дельті річки Ганг на висотах — в діапазоні від 1,5 м (5 футів) до 9 м (30 футів). Вона поширюється лінійно уздовж берегів рукава Хуглі в напрямку з півночі на південь. Теперішня значна частина міста була спочатку величезними водно-болотними угіддями, які осушували протягом століть, для розміщення зростаючого населення міста.
Як і для більшої частини Індо-Гангської рівнини, тут переважають алювіальні ґрунти. Четвертинні відкладення, що складаються з глини, мулу, піску і гравю лежать під основою міста. Ці відкладення затиснуті між двома залежами глини, нижня — на глибинах від 250 м (820 футів) до 650 м (2133 футів), а верхня коливається від 10 м (33 футів) до 40 м (131 футів) в товщину. За даними Бюро індійських стандартів, місто входить до зони сейсмічної-III — із схильність до землетрусів, та погодних і циклоних зон з категорією — «дуже високих ризиків», відповідно до доповіді ООН.

### Клімат
Місто знаходиться у зоні, котра характеризується кліматом тропічних саван. Найтепліший місяць — травень із середньою температурою 31.3 °C (88.3 °F). Найхолодніший місяць — січень, із середньою температурою 20.1 °С (68.1 °F).
| Клімат Колкати          | Клімат Колкати | Клімат Колкати | Клімат Колкати | Клімат Колкати | Клімат Колкати | Клімат Колкати | Клімат Колкати | Клімат Колкати | Клімат Колкати | Клімат Колкати | Клімат Колкати | Клімат Колкати | Клімат Колкати |
| Показник                | Січ.           | Лют.           | Бер.           | Квіт.          | Трав.          | Черв.          | Лип.           | Серп.          | Вер.           | Жовт.          | Лист.          | Груд.          | Рік            |
| Середній максимум, °C   | 25,9           | 28,5           | 33,3           | 35,7           | 36             | 34,1           | 32,1           | 31,5           | 31,8           | 31,3           | 28,8           | 26,1           | 31,3           |
| Середня температура, °C | 20,1           | 22,8           | 27,6           | 30,5           | 31,3           | 30,4           | 29,1           | 28,8           | 28,8           | 27,5           | 23,7           | 20,3           | 26,7           |
| Середній мінімум, °C    | 14,2           | 17,1           | 22             | 25,3           | 26,6           | 26,7           | 26,1           | 26             | 25,8           | 23,8           | 18,6           | 14,5           | 22,2           |
| Норма опадів, мм        | 12.9           | 27.4           | 37.6           | 52.9           | 91.6           | 256.6          | 307.8          | 356            | 283.4          | 136.4          | 16.6           | 6.5            | 1585.7         |
| ----------------------- | -------------- | -------------- | -------------- | -------------- | -------------- | -------------- | -------------- | -------------- | -------------- | -------------- | -------------- | -------------- | -------------- |
| Джерело: Weatherbase    |                |                |                |                |                |                |                |                |                |                |                |                |                |

## Назва
Раніше офіційна назва міста звучала як Калькутта, що є ближче до варіанту вимови англійською мовою. З 1 січня 2001 року місцевий уряд вирішив змінити назву міста на Колката, що відповідає бенгальській вимові назви. 30 липня 2001 року було видано відповідний закон, який узаконив зміну назви. Ім'я столиці походить від назви головного храму міста, присвяченого богині Калі, яку дуже шанують у Західній Бенгалії. Можливо, обидві назви ведуть свою історію з імені одного з трьох сіл — Каліката («Kalikata»), що були на цьому місці до заснування британцями Колкати.

## Історія— літопис Колкати
Відкриття поблизу Чандракетуґарх (Chandraketugarh), та проведені археологічні розкопки, надали докази того, що цей район був заселений ще більш як два тисячоліття тому. Назва міста походить від рибальського села Каліката (Kalikata), яке вперше згадує в 1495 році в своїй поезії поет бенгальський Біпрадас Піпілаі (Bipradas Pipilai), де він називає це поселення, як «Ворота богині Калі». Ще в 1596 році, про поселення згадував історик Абу-л-Фазл (Abul Fazl 1551—1602), у своїй книзі «Айн-і-Акабарі».
Але, таки, документальна історія, доти нічим не примітної місцевості, почалася з прибуття на береги Ґанґу європейських представництв та торгових місій в XVII столітті, а саме з прибуттям сюди Британської Ост-Індійської компанії (English East India Company) в 1690 році, коли вони для зміцнення своїх торгових інтересів в Бенгалії «накинули оком» на цю місцину. Тому Джоб Чарнок (Job Charnock) представник-адміністратор компанії вважається засновником цього міста.
У той час місцевість теперішньої Колкати, перебувала під прямим правління наваба Бенгалії Сіраджа-уд-Даула (Siraj-Ud-Daulah), і складалася з трьох сіл Каліката (Kalikata), Ґовіндапур (Govindapur) і Сутануті (Sutanuti). Британці наприкінці XVII століття хотіли побудувати форт саме тут, з метою зміцнення своєї переваги над іншими іноземними представництвами. 24 серпня 1690 року була закладена штаб-квартира компанії в Сітануті, яке знаходилося на східному березі русла Хуглі, але в той же час, уже стояли уздовж берега річки представництва інших європейських країн. Крім англійської компанії штаб-квартири, були французькі представництва в Чанданнаґар (Chandannagar), голландські і вірменські в Чучура (Chuchura), данські в Серампурі (Serampore), португальські в Бандель (Bandel), грецькі в Рішра (Rishra) і німецьке в Бгадресвар (Bhadreswar). Тим не менше, британець Чарнок, довгий час, удостоювався почестей, як засновник міста.
Літопис Колкатти:
- Наприкінці XV століття, перше посилання на Колкату була знайдена в новелі Манаса Мангал написана Біпрадасом (Bipradas). Там Чанд Саудаґар (Chand Saudagar) в новелі відвідав Калігат (Kalighat) запропонувавши Пуджу богині Калі на шляху до Саптаґрам (Saptagram).
- Коли португальці вперше пристали до берегів Бенгалії близько 1530 року, уже були відомі два великих торгових центри — Читтаґонґ і Саптаґрам.
- У Айн-і-Акбар, творі, написаному у 1596 році Абу-л-Фазлем в будівлі суду імператора Акбара, є посилання на Колкатту, відписану в розпорядження Управляючим Сатґаону (Саптаґрам).
- У серпні 1690 року Джоб Чарнок (Job Charnok), представник Ост-Індійської компанії (утвореної в 1600 році) розташовується в селі Сутануті.
- У 1693 році помер Джоб Чарнок.
- У 1696 році розпочалося будівництво Форту в Колкаті.
- У 1698 році Ост-Індійська компанія купила три села Сутануті, Колката, Ґобіндапур у місцевого феодала Сабарни Чоудгурі (Sabarna Chowdhury).
- У 1715 році британцями завершено будівництво Старого Форту (Old Fort).
- У 1727 році за наказом короля Георга I, утворив цивільний суд в Колката. Підтвердив міський муніципалітет і Галлвелл (Hallwell) став першим мером міста.
- У 1756 році Сірадж-уд-Давлла «Мірза Мухаммад» (Siraj-ud-Dawlla (Mirza Muhammad)) став навабом Бенгалії. Він захопив Колкату і змінив назву міста на Алінаґар.
- У 1757 році британці вперше видрукували грошову банкноту в Колкаті.
- У 1770 році стався масштабний голод.
- У 1772 році Колката стала столицею Британської Індії, коли перший генерал-губернатор, Воррен Гастінгс переніс всі важливі установи з містечка Муршідабад (Murshidabad).
- У 1780 році Джеймс Гіккі (James Hicky) створив друковане видання і опублікував першу новинну газету Бенгал Ґаззетт.
- У 1795 році перша бенгальська драма «Калпанік Сонґ Бадол» була поставлена Герасимом С.Лєбєдефф у Бенгалі Театрі (Bengali Theatre).
- У 1801 році створено Форт Вільям Коледж (Fort William College).
- У 1804 році побудовано будинок Губернатора, нині Радж Бхаван.
- У 1813 році побудована міська ратуша.
- У 1818 році вийшов перший бенгальський глянцевий журнал (Bengali Magazine Digdarshan).
- У 1817 році створений «Гінді Коледж» (Hindu College, нині «Президентський Коледж» (Presidency College). Спочатку коледж розпочав навчання з 20 студентами.
- У 1828 році побудований пам'ятник Саїд-Мінар.
- У 1854 році відкрито першу в Індії залізницю, за маршрутом з Колкати в Хуґлі.
- У 1857 році засновано Університет Колкати.
- У 1870 році Сіменс запустив в роботу телеграфну лінію, що з'єднала Колкату і Лондон. Ця лінія пройшла територією багатьох країн, у тому числі і Україною. Лінія діяла до 1931 року.
- У 1873 році був запущений перший трамвайний вагон (з кінною упряжжю) в Колкаті.
- У 1875 році створений Індійський музей (Indian Museum).
- У 1883 Сурендра Натг Банерджі (Surendra Nath Banerjee) закликав до Національної конвенції (що призвело до формування Індійського національного конгресу в 1885 році в Бомбеї).
- У 1883 році перший телефонний зв'язок між Колката і Говраг за допомогою кабелю закладеного під наплавний мостом в Говраг.
- У 1886 році відбулася Друга конвенція Індійського національного конгресу в Колката.
- У 1888 році в місті створена індійська футбольна асоціація (Indian Football Association).
- У 1896 році перший автомобіль з'явився на вулицях міста.
- У 1899 році в Колкаті розпочалося виробництво електроенергії.
- У 1902 році вийшов на лінію перший електричний трамвай.
- У 1905 році Лорд Керзон (Lord Curzon), віце-король Індії, намагався добитися розділу Бенгалії. Проте через сильні протести йому це не вдалося.
- У 1911 році Британський уряд переніс столицю Індії з Колкати в Делі.
- У 1911 році місцева футбольна команда «Мохан Баган» (Mohan Bagan) сенсаційно перемогла британську команду-збірну ІФА (індійська футбольна асоціація) й перемогла в фіналі ІФА, піднявши тим самим моральний дух індійців в боротьбі з колонізаторами.
- У 1924 році Чіттаранджан Дас був обраний першим індійським мером міста Колката.
- У 1929 році Мати Тереза прийшла в Колкату, щоб приєднатися до «Бенгал Лорето місії» (Bengal Loreto Mission).
- У 1939 році Друга світова війна прийшла в Колкату.
- У 1943 році тисячі людей померло під час голоду в місті.
- У 1946 році внаслідок комунальних заворушень (прочісування нетрів), було вбито тисячі людей у місті і його околицях.
- У 1947 Індія здобула Незалежність. Бенгал було розділено, а Колката стала столицею штату Західна Бенгалія в Індії. До Колкати і приміської зони прибули тисячі втікачів й переселенців зі Східного Пакистану (сучасний Бангладеш).
- У 1971 році війна за свободу Бангладеш.
- З 9 серпня 1975 року перший телевізійний сигнал у місті.
- У 1977 році «Лівий фронт» на чолі з комуністами — КПІ (м) (CPI(M) Party) виграли вибори штату і прийшли до влади у місцевому уряді.
- У 1977 році всесвітньо відомий Пеле грав виставковий футбольний матч в місті.
- У 1978 році відбулася найбільша повінь в Колкаті.
- У 1984 році збудовано метро — перша підземна залізниця в Індії, починалася зі станції Толлиґунґе (Tollygunge) до Еспланади (Esplanade).
- У 1992 році Сатяджат Рой, місцевий кінорежисер, отримав кінопремію «Оскар» за фільм «Бхарат Ратна» (Bharat Ratna). Режисер помер у той же рік, тому номінація премії була: «Life Time Achievement»
- У 1995 році з'явився перший стільниковий телефон в місті.
- 1 січня 2001 року Калькутта була офіційно перейменована.

## Демографія
Мешканців Колкати називають «колкатці» (англ. Calcuttans). Станом на 2001 рік у власне місті проживало 4 580 544 осіб, а в міській агломерації проживало 13 216 546 осіб. За попередніми оцінками на 2009 рік міське населення становитиме 5 080 519 осіб, міжстатеве співвідношення — 928 жінок на 1000 чоловіків — це нижче, ніж у середньому по країні, тому що більша кількість чоловічих осіб пояснюється напливом на роботу (сезонну чи постійну) приїзжих із сільських районів чоловіків, де вони полишають свої сім'ї. Щільність населення становить 26 805 чоловік на квадратний кілометр.
Бенгальці складають більшість населення, Колкати (55 %), з марварі і вихідцями з Біхару, що складають більшу частину міської меншини (20 %). В місті проживають й менші по чисельності громади, до яких входять: китайці, таміли, непальці, орія, телугу, ассамці, гуджаратці, англо-індійці, вірмени, тибетці, пенджабці і парси. Основні мови для спілкування в Колкаті є — бенгалі, гінді, урду, англійська, орія, бходжпурі.
За даними перепису — 80 % населення в Колкаті це індуси, 18 % мусульмани, 1 % християни і 1 % джайни. Інші релігійні групи, такі як сикхи, буддисти, юдеї і зороастрійці складають меншу частину населення міста. 1,5 мільйона осіб, які становлять близько третини населення міста, живуть у 2011 зареєстрованих і 3500 незареєстрованих нетрях.
| рік  | кількість населення |
| ---- | ------------------- |
| 1710 | 12.000              |
| 1737 | 20.000              |
| 1757 | 45.000              |
| 1831 | 187.000             |
| 1839 | 229.000             |
| 1872 | 633.009             |
| 1881 | 612.307             |
| 1891 | 682.305             |
| 1901 | 847.796             |
| 1911 | 896.667             |

| рік/дата       | кількість населення |
| -------------- | ------------------- |
| 1921           | 907.851             |
| 1931           | 1.163.771           |
| 1941           | 2.108.891           |
| 1 березня 1951 | 2.548.677           |
| 1 березня 1961 | 2.927.280           |
| 1 березня 1971 | 3.148.746           |
| 1 березня 1981 | 3.305.006           |
| 1 березня 1991 | 4.399.819           |
| 1 березня 2001 | 4.580.544           |
| 1 січня 2008   | 5.021.458           |

## Транспорт Колкати

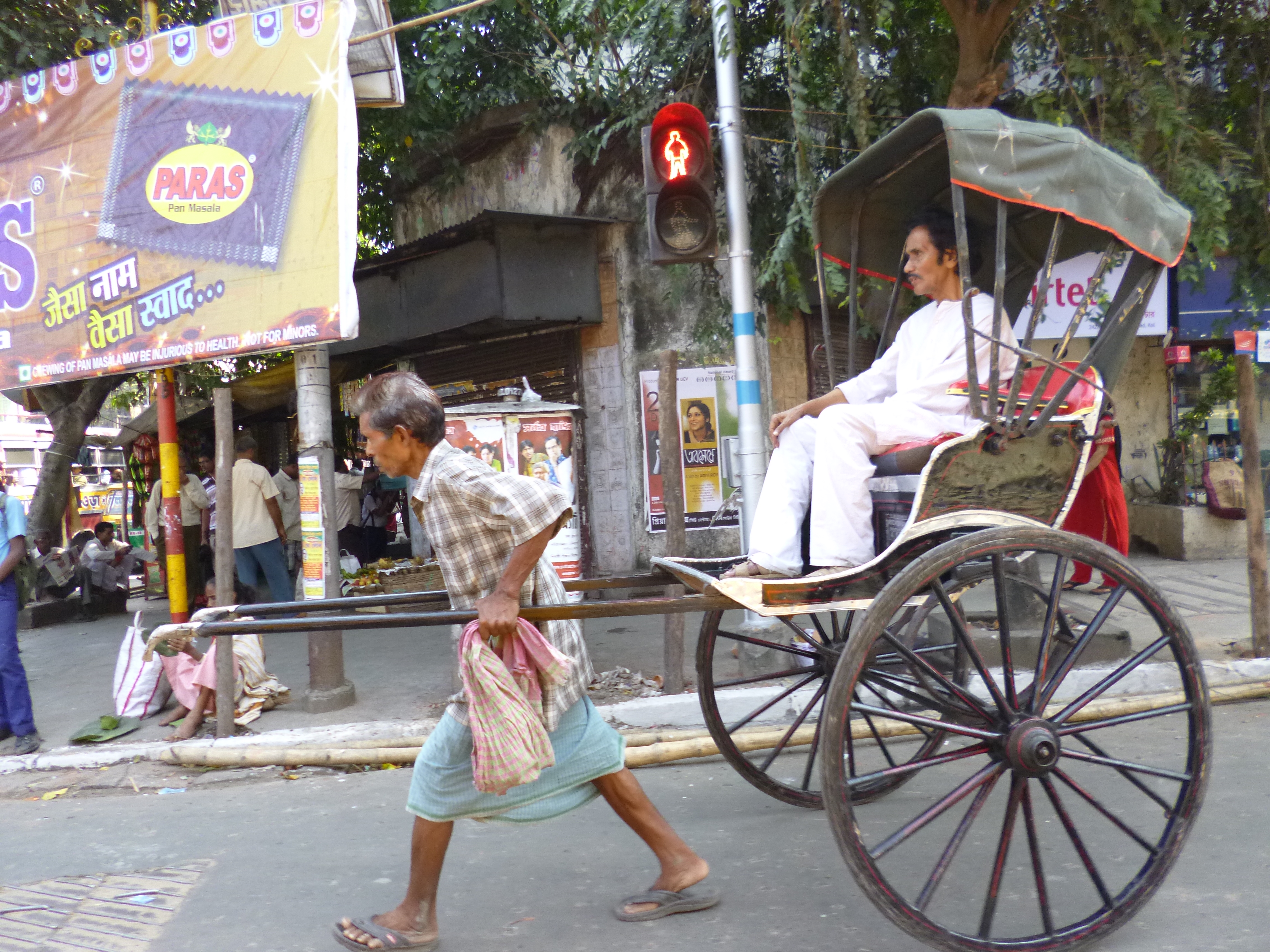
Рикша в Колката

Транспортна система Колкати є поєднанням сучасного швидкісного транспорту і старих способів транспортування (таких як рикші). Колката пов'язаний з іншою частиною Індії: різноманітними шосейними магістралями, а також безпосередньо завдяки мережі національних швидкісних доріг, великою мережею Індійської залізниці, а також повітряним та морським сполученням. Більшість транспортного трафіку на північному сході Індії — це маршрути, що йдуть через Колкату.
Приватний автотранспорт на вулицях Колкати використовується менше в порівнянні з іншими великими містами Індії, що пояснюється якісною роботою громадського транспорту, а саме його великої кількості та різноманітності і вкладання муніципальних коштів у його розвиток. Однак, з роками, місто все більше потерпає від неухильного зростання числа зареєстрованих приватних транспортних засобів, дані за 2002 рік показали збільшення їх на 44 % (протягом семи років). Але простору дорожнього (узгодженого з щільністю населення) для автолюбителів обмаль і в місті становить лише 6 %, у порівнянні з 23 % в Делі і 17 % в Мумбаї, створюючи серйозні проблеми для руху автомобілів на міських дорогах. Хоча продуктивна робота метро в Колкаті і ряд нових приміських залізниць і розв'язок поки що усувають притаманні для всіх індійських мегаполісів застійні явища (автомобільні корки) в русі автотранспорту в межах міста (звичайно окрім часу пік).

### Громадський транспорт
Громадський транспорт здійснюється в Колкаті приміськими залізницями, Метро Колкати, трамваями і автобусами. Приміський мережа обширна і тягнеться в далекі передмістя. Колката метро, знаходиться у віданні «Індійської Залізниці» (Indian Railway) і є найстарішою підземною транспортною системою в Індії. Метро проходить паралельно руслу Хуглі і з'єднує північ та південь міста, довжина його близько 16,45 км. Автобуси є пріоритетним видом транспорту і управляються з боку урядових установ та приватних операторів. Колката є єдиним містом Індії, що має трамвайну мережу — «Колкати Трамвайна компанія» (Calcutta Tramways Company). Маршрути трамваїв обмежені певними районами міста, що сприяє якісному руху міськими дорогами. Через часті місцеві чи глобальні повені, що виникають через проливні дощі в сезон дощів, іноді, припиняється рух громадського транспорту (по всьому місту чи на окремих територіях).

### Таксі
До приватних форм автотранспорту (окрім самих автовласників) включають службовий транспорт. А саме, служби таксі — «Жовте таксі» (Yellow taxis), а також Авторикші (Auto-rickshaws), що рухаються по узгодженим та конкретним маршрутам. Almost all the taxis in Kolkata are Ambassadors. Майже всі таксі в Колкаті є марки Амбассадор (Ambassadors), цим самим, вони відрізняються від більшості автотаксі в інших містах Індії, де в основному використовуються машини марок Тата Індікас (Tata Indicas) або Фіат (Fiat). У деяких районах міста, використовуються ще вело-рикші і ручні-рикші, які також популярні у громади міста через їх компактність та вигідність при переміщеннях на короткі відстані, або ж історичній частині міста та й значна частина туристів віддають їм перевагу.

### Залізничний транспорт
Колката має дві основні міжміські залізничні станції на Говрах вокзал (Howrah Station) і Сайлдах вокзал (Sealdah Station). Третя станція в Колкаті розпочала свою діяльність на початку 2006 року. У місті розташована штаб-квартира двох підрозділів Індійської Залізниці — Східна залізниця і Південно-Східна залізниця.

### Повітряний транспорт
Єдиним аеропортом міста є Міжнародний аеропорт імені Нетаджі Субгаса Чандри Боса в приміському селищі Дум Дум (Dum Dum) на півночі від міста, який працює як на внутрішні авіарейси, так і міжнародні рейси.

### Морський транспорт
Колката є також великим річковим портом в східній частині Індії. «Колката Порт Траст» (Kolkata Port Trust) управляє, як доками Колкати, так і доками Халдіа. Порт Колкати обслуговує і є оператором для пасажирів в Порт-Блер (Port Blair) на Андаманських і Нікобарських островах і надає послуги для вантажних суден в різні порти в Індії і за кордон, як оператор загальнодержавної Судноплавної корпорації Індії (Shipping Corporation of India). Також існує поромне сполучення Колкати з його місто-супутником Говрах.

### Колишній найдовший автобусний маршрут
Між 1957 та 1976 роками з Лондону до Калькутти існувало регулярне автобусне сполучення.  Автобусний маршрут в обидві сторони складав близько 32 700 км, час в дорозі — 50 днів та був найдовшим у світі.
В автобусі були спальні місця та навіть кухня.   Вартість проїзду складала 145 фунтів стерлінгів. Автобус зупинявся біля визначних пам'яток та місцях для покупок у Відні, Стамбулі та деяких містах Ірану.
Автобус доставляв пасажирів з Великої Британії до Бельгії, Західної Німеччини, Австрії, Югославії, Болгарії, Туреччини, Ірану, Афганістану, Пакистану та Північної Індії.

## Спорт
Футбол (іноді бенгали називають «Футбольна асоціація»), крикет і хокей на траві — найпопулярніші види спорту в місті. Колката є одним з головних центрів розвитку футболу в Індії. Колкату називають Меккою індійського футболу, Колкатська футбольна ліга, яка почалася в 1898 році, є найстарішою футбольною лігою в Азії. Колката є домом найкращих національних спортивних клубів, таких, як «Могун Баґан АС» (Mohun Bagan AC), «Мусульманський спортивний клуб» (Mohammedan Sporting Club) і «Східний Бенгал» (East Bengal), які входять до числа найкращих футбольних клубів Індії. «Чіраґ Юнайтед СК» (Chirag United SC) і «Джордж Телеграф СК» (George Telegraph SC) два інших міських клуа, які грають у I-лізі. «Могун Баґан АС» — найстаріший футбольний клуб в Азії, це єдиний клуб, що носить звання «Національного клубу Індії».
Як і по всій Індії, крикет дуже популярна гра й в Колкатті, у нього грають по всьому місту, на крикетних майданчиках чи просто на вулицях. Турніри, особливо пов'язані з іграми просто неба, такі як крикет, футбол, бадмінтон, карром (carrom) регулярно організовуються на міжтериторіальній або міжклубній основі. У місті розміщено кілька футбольних шкіл для неповнолітніх і юнацьких крикетних клубів і інститутів майстерності-тренерів. Серед найвідоміших спортивних зірок з Колкатти — колишній гравець індійської національної крикетної збірної, її капітан, Сурав Ґанґулі (Sourav Ganguly) та олімпійський бронзовий призер з тенісу Леандер Паєс (Leander Paes). Колишні зірки футболу, а саме, олімпійські призери Сайлен Манн (Sailen Manna), Чуні Госвамі (Chuni Goswami), ПК Банерджі (PK Banerjee), Субрата Бхаттачарія (Subrata Bhattacharya) і теперішня індійська зірка футболу, її капітан Бхачунґ Бхутія (Bhaichung Bhutia).
Колкатта відома своїми великими стадіонами. «Еден Ґарденс» (Eden Gardens) є один з двох у світі, 100 000-чників — крикетних стадіонів у світі. «Солт-Лейк-стадіон» (Salt Lake Stadium), також відомий як Стадіон індійської молоді — Yuva Bharati Krirangan) — багатофункціональний стадіон і є третім за розміром у світі футбольним стадіоном. «Колкатта Крикет і Футбольний клуб» (Calcutta Cricket and Football Club) є другим найстарішим крикетним клубом у світі. Колката має три 18-лункових навчальні гольф-поля в «Колькатта Королівському Гольф Клубі» (Royal Calcutta Golf Club), перший гольф-клуб у світі за межами Великої Британії. Колкатта також є домом для «Шахрукх Кхан» (Shahrukh Khan) — власника «Kolkata Knight Riders IPL» Колката професійна команда з крикету.
Королівський Кінний клуб Колкатти — RCTC (Royal Calcutta Turf Club (RCTC)) проводить регулярні кінні забіги і змагання по виїздці.
Колкатта Поло Клуб (Calcutta Polo Club) в наш час[коли?] розглядається як найстаріший Поло клуб у світі.
«Південний клуб Колкатти» (Calcutta South Club) є місцем для різних національних та міжнародних турнірів з тенісу.
«Веслувальний клуб Колкатти» (Calcutta Rowing Club) регулярно організовує змагання з веслування і підготовки веслярів спортсменів з різних схожих змагань, як національних так й олімпійських.
Хоча регбі і малопоширений в Індії вид спорту, та Колкатта вважається «столицею» «Союзу регбі в Індії». Місто дало свою назву найстарішому міжнародному турніру в регбі — Кубок Колкатти (Calcutta Cup). Сам кубок фізично походить з Індії, але розігрується британськими збірними — основоположниками цього виду спорту.

## Уродженці
- Генрі Дерозіо (1809—1831) — поет, мислитель, громадський діяч та викладач
- Вільям Текерей (1811—1863) — англійський письменник-сатирик
- Дебенранат Тагор (1817—1905) — релігійний діяч, один із засновників релігійного товариства Брахмо-самадж.
- Кешаб Чандра Сен (1838—1884) — філософ та релігійний діяч
- Норман Прічард (1877—1929) — індійський легкоатлет і актор німого кіно
- Свамі Вівекананда (1881—1920) — індійський філософ і громадський діяч.
- Бгактіведанта Свамі Прабгупада (1896—1977) — релігійний діяч, засновник товариства ISKCON.
- Асіма Чаттерджі (1917—2006) — індійська вчена-хімік.
- Наргіс (1929—1981) — індійська актриса
- Пітер Джеймс Маршал (н. 1933) — британський історик.
- Адітйа Вікрам Бірла (1943—1995) — бізнесмен, керівник Aditya Birla Group.
- Саміт Басу (* 1979) — індійський письменник-романіст, автор графічних романів, сценарист.

## Міста побратими
| Місто побратим | Країна    |
| -------------- | --------- |
| Лонг-Біч       | США       |
| Даллас         | США       |
| Одеса          | Україна   |
| Неаполь        | Італія    |
| Дака           | Бангладеш |